# Бикова (Богдановицький міський округ)
Би́кова (рос. Быкова) — присілок у складі Богдановицького міського округу Свердловської області.
Населення — 315 осіб (2010, 283 у 2002).
Національний склад станом на 2002 рік: росіяни — 91 %.